# منتخب روسيا لكرة القدم للسيدات
منتخب روسيا لكرة القدم للسيدات هو منتخب كرة القدم النسائية الممثل لروسيا. يدار المنتخب من قبل اتحاد روسيا لكرة القدم وينتمي إلى الاتحاد الأوروبي لكرة القدم.
تأهلت روسيا مرتين لكأس العالم لكرة القدم للسيدات، عامي  1999 و2003، كما تأهلت أربعة مرات لبطولة أمم أوروبا لكرة القدم للسيدات، أعوام 1995 و1997 و2001 و2009.

## نتائج

### كأس العالم
| نهائيات كأس العالم | نهائيات كأس العالم | نهائيات كأس العالم | نهائيات كأس العالم | نهائيات كأس العالم | نهائيات كأس العالم | نهائيات كأس العالم | نهائيات كأس العالم | نهائيات كأس العالم | نهائيات كأس العالم |
| العام              | النتيجة            | ل                  | ف                  | ت*                 | خ                  | له                 | عليه               | فارق               |                    |
| ------------------ | ------------------ | ------------------ | ------------------ | ------------------ | ------------------ | ------------------ | ------------------ | ------------------ | ------------------ |
| 1991               | لم يشارك           | -                  | -                  | -                  | -                  | -                  | -                  | -                  |                    |
| 1995               | لم يتأهل           | -                  | -                  | -                  | -                  | -                  | -                  | -                  |                    |
| 1999               | ربع النهائي        | 4                  | 2                  | 0                  | 2                  | 10                 | 5                  | +5                 |                    |
| 2003               | ربع النهائي        | 4                  | 2                  | 0                  | 2                  | 6                  | 9                  | −3                 |                    |
| 2007               | لم يتأهل           | -                  | -                  | -                  | -                  | -                  | -                  | -                  |                    |
| 2011               | لم يتأهل           | -                  | -                  | -                  | -                  | -                  | -                  | -                  |                    |
| 2015               | لم يتأهل           | -                  | -                  | -                  | -                  | -                  | -                  | -                  |                    |
| المجموع            | 2/7                | -                  | -                  | -                  | -                  | -                  | -                  | -                  |                    |

*يتضمن التعادل المباريات الإقصائية التي انتهت بالتعادل وحسمتها ركلات الجزاء الترجيحية.

### بطولة أمم أوروبا
| العام   | الدور       | الترتيب  | ل        | ف        | ت*       | خ        | له       | عليه     |
| ------- | ----------- | -------- | -------- | -------- | -------- | -------- | -------- | -------- |
| 1993    | ربع النهائي | -        | 1        | 0        | 0        | 1        | 0        | 7        |
| 1995    | ربع النهائي | -        | 1        | 0        | 0        | 1        | 0        | 5        |
| 1997    | الدور الأول | -        | 3        | 0        | 0        | 3        | 2        | 6        |
| 2001    | الدور الأول | -        | 3        | 0        | 1        | 2        | 1        | 7        |
| 2005    | لم يتأهل    | لم يتأهل | لم يتأهل | لم يتأهل | لم يتأهل | لم يتأهل | لم يتأهل | لم يتأهل |
| 2009    | الدور الأول | -        | 3        | 0        | 0        | 3        | 2        | 8        |
| 2013    | الدور الأول | -        | 3        | 0        | 2        | 1        | 3        | 5        |
| المجموع | 6/7         |          | 14       | 0        | 3        | 11       | 8        | 38       |

## روابط خارجية
- الموقع الرسمي
- صفحة المنتخب في موقع فيفا